# Fort Nieuw-Amsterdam

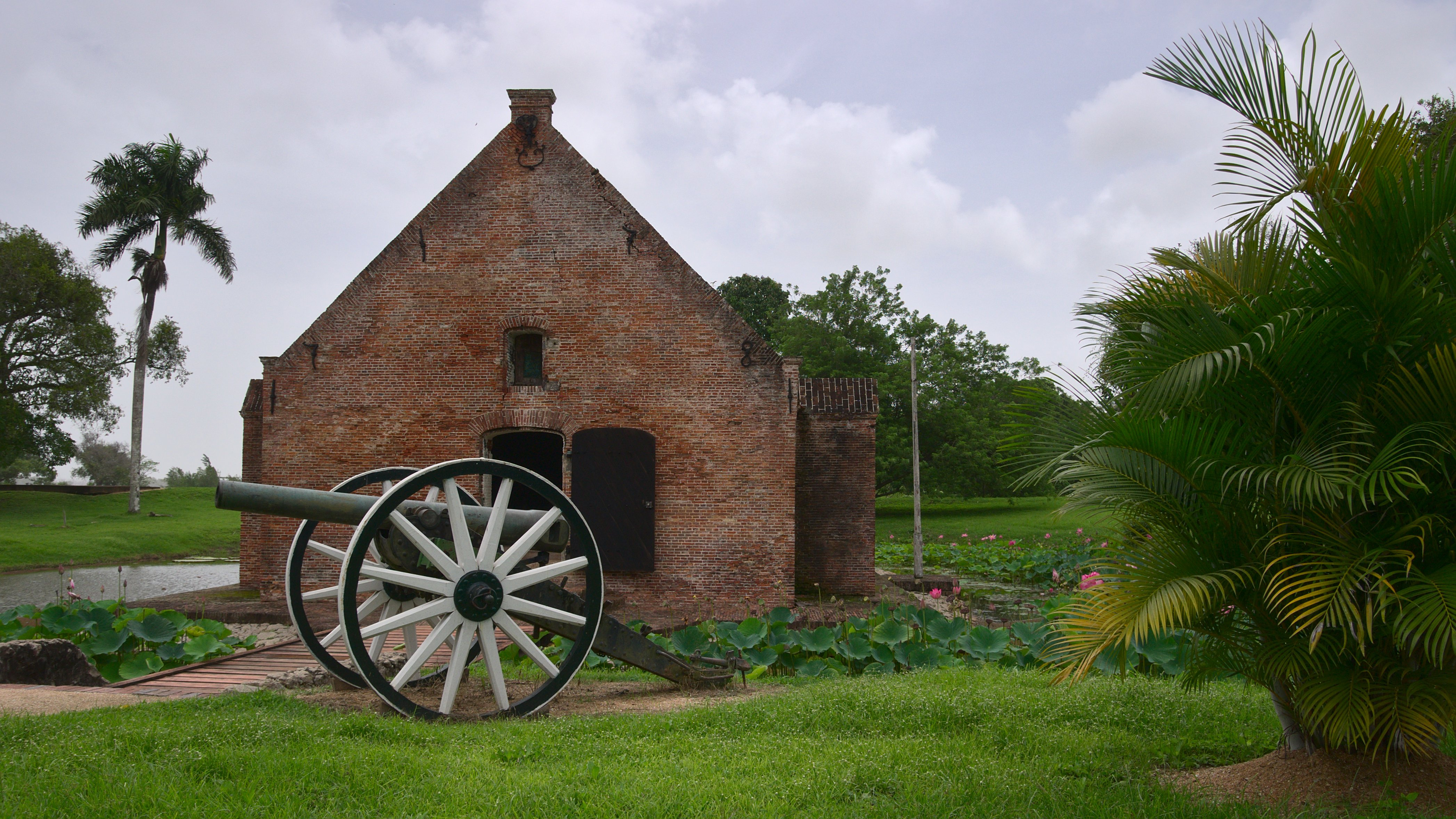
Prochownia

Fort Nieuw-Amsterdam – dawny holenderski fort koło Nieuw Amsterdam w Surinamie, współcześnie muzeum.

## Historia
W 1734 roku gubernator generalny Surinamu Jacob Alexander Henry de Cheusses (1704–1735) zdecydował o budowie nowego fortu w celu ochrony plantacji w górnej części rzeki Surinam i Paramaribo przed atakami marynarki. Fort został wzniesiony w latach 1734–1747 w strategicznym miejscu, gdzie łączą się rzeki Commewijne i Surinam. Materiały i narzędzia do budowy dostarczyła kolonia, pracę wykonali niewolnicy. Koszt budowy ponad dwukrotnie przewyższył przewidziany budżet. Wypalane na miejscu cegły były złej jakości z uwagi na dużą zawartość soli. Rzemieślnicy i inżynierowie przybywający z Holandii słabo znali lokalne warunki – grunt okazał się zbyt grząski, aby stawiać tu konstrukcje ceglane. Wzniesione budynki były zbyt wilgotne, by przechowywać w nich proch, a kwatery dla załogi fortu zaczęły ulegać rozkładowi z powodu działalności psotników. Fort musiał być nieustannie poddawany naprawom.
Fort nie przejawiał większych zdolności obronnych – dwukrotnie został oddany Anglikom bez walki, w 1799 i w 1804 roku. W XIX w. stracił na znaczeniu i w 1872 roku część baraków została przekształcona w więzienie. Do 1967 roku było to jedyne więzienie w Surinamie.
1 lutego 1907 roku Fort Nieuw Amsterdam przestał oficjalnie pełnić funkcje obronne i umieszczono w nim administrację dystryktu Commewijne.
Podczas II wojny światowej Amerykanie wykorzystali fort jako centrum ochrony swoich operacji wydobywania boksytu w Moengo i Patanam. Więzienie natomiast wykorzystano do internowania 146 osób z Holenderskich Indii Wschodnich podejrzewanych o sympatie z Narodowosocjalistycznym Ruchem Holenderskim. Więziono to także kilku niemieckich marynarzy z zatopionego statku Goslar.
Więzienie zostało zamknięte w latach 60. XX w. W 1965 roku przeprowadzono gruntowną restaurację zabudowań fortecznych. W 2005 roku fort został uznany za zabytek narodowy, a następnie urządzono tu muzeum.

## Architektura

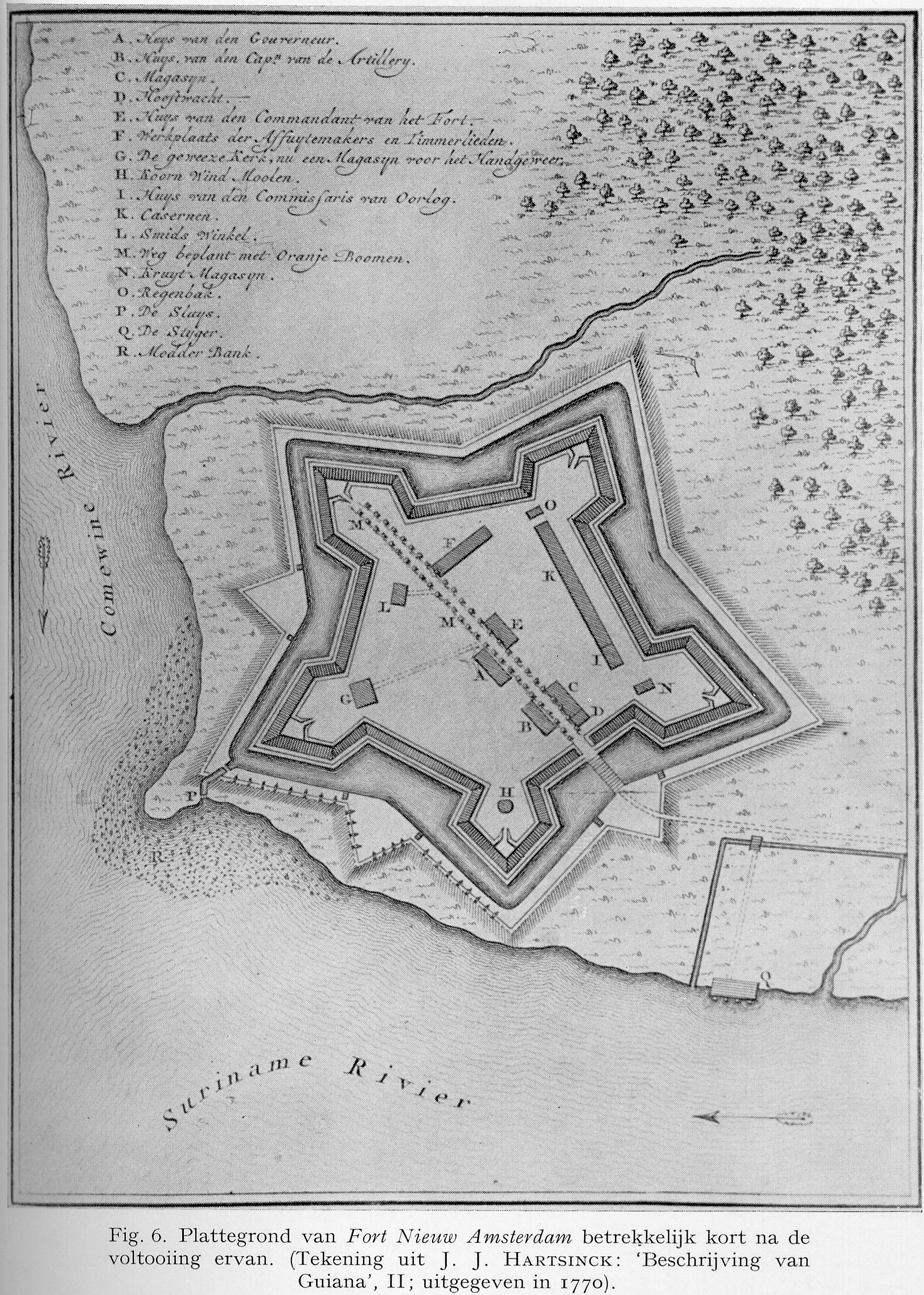
Plan Fortu Nieuw-Amsterdam

Twierdza została wzniesiona na planie pięciokąta z pięcioma bastionami, których nazwy nawiązywały do nazw pięciu prowincji holenderskich. Całość otaczał rów, który mógł być przekształcony w fosę.
W środku znajdowało się kilka baraków i domów oficerskich, kuźnia, wiatrak, dwa magazyny do przechowywania prochu i kilka zbiorników.

## Muzeum
Muzeum to skansen obejmujący połowę terenu fortecznego. Głównym gmachem muzeum jest budynek dawnego więzienia, gdzie prezentowana jest wystawa na temat historii fortu, plantacji, transatlantyckiego handlu niewolnikami i królestwa Aszanti, skąd sprowadzano niewolników. W gmachu zachowały się oryginalne cele. W skansenie zwiedzać można m.in. magazyny do przechowywania prochu (kruithuis) z 1740 i z 1778 roku, gdzie urządzane są wystawy, XIX w. wozownię, latarnię z 1905 roku.
Na terenie skansenu znajdują się także działa armatnie, najstarsze z 1722 roku, oraz dwa wielkie kotły tzw. kappas używane do gotowania trzciny cukrowej do produkcji cukru. Na północ od fortu znajduje się plantacja, założona w 1986 roku, odtwarzająca plantacje historyczne. Przed wejściem do muzeum stoi pomnik upamiętniający przybycie pierwszych chińskich robotników w 1835 roku.